# کیم مین-کیو (بازیگر)
کیم مین کیو (کره‌ای: 김민규؛ زادهٔ ۲۵ دسامبر ۱۹۹۴) بازیگر اهل کره جنوبی است. او در برنامهٔ ورایتی صحنهٔ جرم فصل ۳ به عنوان دستیار کارآگاه حضور پیدا کرد. او به خاطر بازی در مجموعه‌های تلویزیونی ملکه: عشق و جنگ (۲۰۱۹)، فروشگاه ست بیول (۲۰۲۰)، گل برفی (۲۰۲۰)، خواستگاری کاری (۲۰۲۲) و آیدل بهشتی (۲۰۲۳) شناخته می‌شود.

## حرفه
کیم حرفهٔ خود را در سال ۲۰۱۳ با ایفای یک نقش کوچک در درام شبکهٔ ام‌نت به نام مونستار آغاز کرد و نقش‌های قابل توجهی در مجموعه‌های تلویزیونی سیگنال (۲۰۱۶)، چون این اولین زندگیمه (۲۰۱۷)، پسر ثروتمند (۲۰۱۸) و عطر (۲۰۱۹) داشته‌است و در برنامهٔ ورایتی صحنهٔ جرم فصل ۳ به عنوان دستیار کارآگاه حضور پیدا کرده‌است.
کیم به خاطر بازی در مجموعهٔ تلویزیونی تاریخی ملکه: عشق و جنگ (۲۰۱۹–۲۰) به رسمیت شناخته شد جایی که نقش لی کیونگ، پادشاه چوسان را بازی کرد.
در سال ۲۰۲۰، کیم در درام شبکهٔ اس‌بی‌اس به نام فروشگاه ست بیول در نقش کانگ جی‌ووک بازی کرد.
در سال ۲۰۲۱، کیم در مجموعهٔ من با یک آنتی‌فن ازدواج کردم بازی کرد که در آوریل از ناور تی‌وی پخش شد. مدتی بعد او در مجموعهٔ تلویزیونی شبکهٔ جی‌تی‌بی‌سی به نام گل برفی در نقش جو گیوک-چان – یک مأمور اهل کره شمالی بازی کرد.
در ژوئیه ۲۰۲۱، تأیید شد که کیم در درام شبکهٔ اس‌بی‌اس به نام خواستگاری کاری حضور خواهد داشت که از فوریه ۲۰۲۲ پخش شد.
کیم در فوریه ۲۰۲۳ با Companion Company قرارداد امضا کرد. در همان سال او در مجموعه تلویزیونی شبکه تی‌وی‌ان به نام آیدل بهشتی ایفای نقش کرد.

## فیلم‌شناسی

### فیلم
| سال  | عنوان         | نقش         | منابع  |
| ---- | ------------- | ----------- | ------ |
| ۲۰۱۳ | د فایو        |             | [ ۱۲ ] |
| ۲۰۱۶ | تعقیب         | کیم ته یونگ | [ ۱۳ ] |
| ۲۰۱۸ | زمزمه         | مین وو      | [ ۱۴ ] |
| ۲۰۱۹ | نبرد جانگساری | چوی جه پیل  | [ ۱۵ ] |

### مجموعه تلویزیونی
| سال       | عنوان                 | نقش                    | توضیحات      | منابع         |
| --------- | --------------------- | ---------------------- | ------------ | ------------- |
| ۲۰۱۳      | مونستار               |                        | حضور افتخاری | [ ۱۶ ]        |
| ۲۰۱۵      | تو کیستی: مدرسه ۲۰۱۵  | شناگر                  |              | [ ۱۷ ]        |
| ۲۰۱۶      | سیگنال                | هوانگ یی کیونگ         |              | [ ۱۸ ]        |
| ۲۰۱۶      | صدای قلب تو           | سرباز/ دانشجوی دانشگاه |              |               |
| ۲۰۱۷      | چون این اولین زندگیمه | یون بوک نام            |              | [ ۱۹ ]        |
| ۲۰۱۷      | ملوهولیک              | یو بیونگ چول           |              | [ ۲۰ ]        |
| ۲۰۱۷      | درخشش باران           | جین یونگ               |              | [ ۲۱ ]        |
| ۲۰۱۸      | پسر ثروتمند           | کیم میونگ ها           |              | [ ۲۲ ]        |
| ۲۰۱۸      | بیا بخوریم ۳          | خودش                   | حضور افتخاری | [ ۲۳ ]        |
| ۲۰۱۸      | مست مزهٔ خوب           | لی یون نام             |              | [ ۲۴ ]        |
| ۲۰۱۹      | عطر                   | یون مین سوک            |              | [ ۲۵ ] [ ۲۶ ] |
| ۲۰۱۹      | ملکه: عشق و جنگ       | لی کیونگ               |              | [ ۲۷ ]        |
| ۲۰۲۰      | فروشگاه ست بیول       | کانگ جی ووک            |              | [ ۶ ]         |
| ۲۰۲۱–۲۰۲۲ | گل برفی               | جو گیوک چان            |              | [ ۲۸ ] [ ۲۹ ] |
| ۲۰۲۲      | خواستگاری کاری        | چا سونگ هون            |              | [ ۳۰ ]        |
| ۲۰۲۳      | آیدل بهشتی            | وو یون وو / رمبراری    |              | [ ۳۱ ]        |

### مجموعه اینترنتی
| سال  | عنوان                       | نقش          | منابع         |
| ---- | --------------------------- | ------------ | ------------- |
| ۲۰۱۶ | عشق مجازی تپنده             | کیم مین گیو  | [ ۳ ]         |
| ۲۰۱۷ | مراقبت از الهه              | پارک جو وون  | [ ۳۲ ]        |
| ۲۰۱۷ | ما برادران صلح طلب هستیم    | لی سانگ      | [ ۳۳ ]        |
| ۲۰۱۷ | قانون ویژهٔ عاشقانه          | جونگ یی چانگ | [ ۳۴ ] [ ۳۵ ] |
| ۲۰۲۱ | من با یک آنتی‌فن ازدواج کردم | گو سو هوان   | [ ۷ ]         |

### موزیک ویدئو
| سال  | نام ترانه                   | آرتیست                  | منابع  |
| ---- | --------------------------- | ----------------------- | ------ |
| ۲۰۱۴ | «قول» (Promise)             | لی یه-جونگ، شین یونگ-جه |        |
| ۲۰۱۵ | «ران» (Run (Everland Ver.)) | یونها                   |        |
| ۲۰۱۶ | «دیوانه» (Crazy)            | لیم جونگ-هی             | [ ۳۶ ] |

## ترانه‌شناسی

### تک‌اهنگ‌ها
| عنوان                        | سال  | آلبوم                     |
| ---------------------------- | ---- | ------------------------- |
| «کاغذ نقاشی» (Drawing Paper) | ۲۰۱۷ | اواس‌تی قانون ویژهٔ عاشقانه |
| «پاسخ» (Answer)              | ۲۰۱۸ | اواس‌تی مست مزهٔ خوب        |

## جوایز و نامزدی‌ها
| مراسم جوایز         | سال                 | دسته                              | نامزد / اثر           | نتیجه    | منابع |
| ------------------- | ------------------- | --------------------------------- | --------------------- | -------- | ----- |
| جوایز درامای ام‌بی‌سی | جوایز درامای ام‌بی‌سی | بهترین بازیگر تازه‌کار مرد         | پسر ثروتمند           | نامزدشده |       |
| جوایز درامای ام‌بی‌سی | ۲۰۱۹                | جایزه تازه‌کار در بخش ورایتی – مرد | Love Me Actually      | نامزدشده |       |
| جوایز سومپی         | ۲۰۱۸                | بازیگر برک‌اوت                     | چون این اولین زندگیمه | نامزدشده |       |